# Weiser (Idaho)
Pour les articles homonymes, voir Weiser.
La ville américaine de Weiser est le siège du comté de Washington, dans l’Idaho, à la frontière avec l’Oregon. Selon le recensement de 2010, sa population s’élève à 5 507 habitants.
Weiser a été nommée en hommage à Peter Weiser, un membre de l’expédition Lewis et Clark qui avait pris part à la guerre d'indépendance des États-Unis.

## Démographie
| Groupe            | Weiser | Idaho | États-Unis |
| ----------------- | ------ | ----- | ---------- |
| Blancs            | 80,8   | 89,1  | 72,4       |
| Autres            | 14,3   | 5,3   | 6,4        |
| Métis             | 2,7    | 2,5   | 2,9        |
| Asiatiques        | 1,0    | 1,2   | 4,8        |
| Amérindiens       | 0,9    | 1,4   | 0,9        |
| Afro-Américains   | 0,3    | 0,6   | 12,6       |
| Total             | 100    | 100   | 100        |
|                   |        |       |            |
| Latino-Américains | 26,1   | 11,2  | 16,7       |

Selon l'American Community Survey pour la période 2010-2014, 76,38 % de la population âgée de plus de 5 ans déclare parler l'anglais à la maison, 22,81 % déclare parler l'espagnol, 0,53 % le français et 0,28 % une autre langue.

## Source
- (en) Cet article est partiellement ou en totalité issu de l’article de Wikipédia en anglais intitulé « Weiser, Idaho » (voir la liste des auteurs).

1. ↑  (en) « Population of Idaho - Census 2010 and 2000 », sur censusviewer.com (consulté le 2 mars 2016).
2. ↑  « censusviewer.com/city/ID/Weise… »(Archive.org • Wikiwix • Archive.is • Google • Que faire ?).
3. ↑  (en) « Language spoken at home by ability to speak english for the population 5 years and over. Universe: Population 5 years and over. 2010-2014 American Community Survey 5-Year Estimates », sur factfinder.census.gov.